# العلاقات الأنغولية السريلانكية
العلاقات الأنغولية السريلانكية هي العلاقات الثنائية التي تجمع بين أنغولا وسريلانكا.

## مقارنة بين البلدين
هذه مقارنة عامة ومرجعية للدولتين:
| وجه المقارنة                                              | أنغولا           | سريلانكا                         |
| --------------------------------------------------------- | ---------------- | -------------------------------- |
| المساحة (كم2)                                             | 1.25 مليون       | 65.61 ألف                        |
| عدد السكان (نسمة)                                         | 29.78 مليون      | 21.44 مليون                      |
| الكثافة السكانية (ن./كم²)                                 | 23.82            | 326.78                           |
| العاصمة                                                   | لواندا           | سري جاياواردنابورا كوتي، كولمبو  |
| اللغة الرسمية                                             | اللغة البرتغالية | اللغة السنهالية، اللغة التاميلية |
| العملة                                                    | كوانزا أنغولي    | روبية سريلانكي                   |
| الناتج المحلي الإجمالي (بليون دولار)                      | 124.21 مليار     | 87.17 مليار                      |
| الناتج المحلي الإجمالي (تعادل القوة الشرائية) بليون دولار | 184.83 مليار     | 246.62 مليار                     |
| الناتج المحلي الإجمالي الاسمي للفرد دولار أمريكي          | 4.10 ألف         | 3.93 ألف                         |
| الناتج المحلي الإجمالي للفرد دولار أمريكي                 |                  | 11.11 ألف                        |
| مؤشر التنمية البشرية                                      | 0.533            | 0.757                            |
| رمز المكالمات الدولي                                      | +244             | +94                              |
| رمز الإنترنت                                              | .ao              | .lk،                             |
| المنطقة الزمنية                                           | ت ع م+01:00      | ت ع م+05:30                      |

## منظمات دولية مشتركة
يشترك البلدان في عضوية مجموعة من المنظمات الدولية، منها:
| علم المنظمة | اسم المنظمة                        | تاريخ انضمام أنغولا | تاريخ انضمام سريلانكا |
| ----------- | ---------------------------------- | ------------------- | --------------------- |
|             | منظمة الشرطة الجنائية الدولية      | ?                   | ?                     |
|             | منظمة التجارة العالمية             | ?                   | ?                     |
|             | منظمة حظر الأسلحة الكيميائية       | ?                   | ?                     |
|             | مؤسسة التمويل الدولية              | 19 سبتمبر 1989      | 20 يوليو 1956         |
|             | يونسكو                             | 11 مارس 1977        | 14 نوفمبر 1949        |
|             | البنك الدولي للإنشاء والتعمير      | 19 سبتمبر 1989      | 29 أغسطس 1950         |
|             | مؤسسة التنمية الدولية              | 19 سبتمبر 1989      | 27 يونيو 1961         |
|             | الأمم المتحدة                      | 1 ديسمبر 1976       | 14 ديسمبر 1955        |
|             | وكالة ضمان الاستثمار متعدد الأطراف | 19 سبتمبر 1989      | 27 مايو 1988          |
|             | الاتحاد الدولي للاتصالات           | 13 أكتوبر 1976      | 1897                  |
|             | الاتحاد البريدي العالمي            | ?                   | ?                     |

## وصلات خارجية
- موقع وزارة الخارجية الأنغولية
- موقع وزارة الخارجية السريلانكية